# Mabel Normandová
Mabel Normandová (rodným jménem Mabel Ethelreid Normandová, 10. listopadu 1892 New Brighton, stát New York – 23. února 1930 Monrovia, Kalifornie) byla americká herečka období němého filmu, scenáristka, režisérka a producentka. Jako oblíbená filmová hvězda spolupracovala s producentem Mackem Sennettem na jeho filmech pro studio Keystone Studios. Na vrcholu své kariéry koncem 2. desetiletí a počátkem 20. let 20. století měla dokonce svoje vlastní filmové studio a produkční společnost. Na plátně se objevila ve 12 úspěšných filmech po boku Charlieho Chaplina a v 17 po boku Roscoe „Fatty“ Arbucklea. Některé filmy, v nichž hrála s Chaplinem, dokonce režírovala a psala pro ně scénáře nebo se na jejich psaní spolupodílela.
Během 20. let bylo její jméno spojováno s řadou známých skandálů včetně vraždy herce a režiséra Williama Desmonda Taylora v roce 1922 a střelby na milionáře Courtlanda S. Dinese v roce 1924. Tu provedl její pistolí její řidič. Normandová však ani v jednom případě nepatřila mezi podezřelé. V roce 1923, kdy její sláva začala ustupovat, se jí vrátila tuberkulóza, což vedlo ke zhoršení jejího zdraví, odchodu do ústraní a následně k jejímu úmrtí v roce 1930 ve věku pouhých 37 let.